# Кам'янка рудогуза
Кам'янка рудогуза (Oenanthe moesta) — вид горобцеподібних птахів родини мухоловкових (Muscicapidae). Птах поширений в Алжирі, Єгипті, Іраку, Ізраїлі, Йорданії, Лівії, Мавританії, Марокко, Палестині, Саудівській Аравії, Сирії, Тунісі та Ємені. Вид населяє субтропічні та тропічні зарості сухих чагарників.